# Runqi
Gobulo Runqi (Pechino, 8 luglio 1912 – Pechino, 6 giugno 2007) è stato un principe cinese della dinastia Qing.
Fu cognato dell'ultimo Imperatore della Cina Pu Yi e servì il Manciukuò governato da quest'ultimo. Dopo la fondazione della Repubblica Popolare Cinese giurò fedeltà al nuovo Stato e fu membro della Conferenza politica consultiva del popolo cinese. Gestì inoltre un centro di agopuntura a Pechino.

## Biografia
Runqi proveniva dal clan Gobulo, casato molto legato al clan imperiale Aisin Gioro e appartenente all'etnia Daur e alla Bandiera a Fondo Bianco mancese. Nacque a Pechino l'8 luglio 1912, subito dopo la caduta della dinastia Qing a seguito della rivoluzione Xinhai.
Nel 1922, dopo il matrimonio della sorella Wan Rong con Pu Yi, l'ultimo imperatore della Cina, iniziò a trascorrere un po' del suo tempo nella Città Proibita.

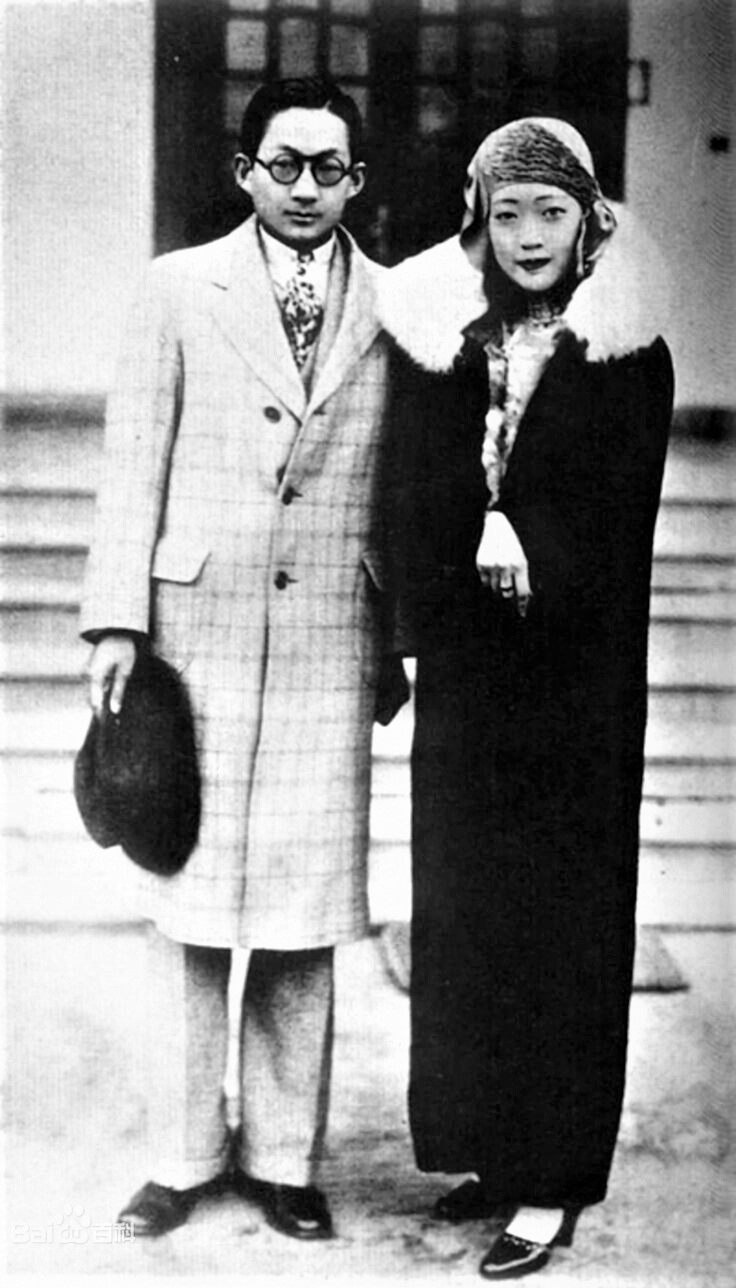
Runqi e Wan Rong nel 1929

Nel 1932 sposò Jin Yunying, la terza sorella minore di Pu Yi. La coppia ebbe tre figli: Zongyan (宗 弇), Zongguang (宗 光) e Manruo (曼 若). In seguito al matrimonio, Pu Yi lo mandò in Giappone per studi militari, insieme alla moglie.
Runqi prestò servizio nello Stato fantoccio giapponese del Manciukuò. Durante l'invasione sovietica della Manciuria nel 1945, Runqi fu catturato dall'Armata Rossa, poi processato davanti a un tribunale per criminali di guerra in Cina. Fu rilasciato all'età di 45 anni nel 1957 e lavorò dapprima nel settore agricolo e successivamente all'Istituto di ricerca giuridica presso l'Accademia cinese delle scienze sociali.
Fu membro della sesta (1983-1988) e settima (1988-1993) sessione della Conferenza politica consultiva del popolo cinese.
All'inizio degli anni 2000 gestiva un centro di agopuntura e medicina tradizionale cinese da casa sua.
Nel 2005, all'età di 93 anni, Runqi, arrabbiato e sconvolto per il modo in cui i mass media ritraevano la sua defunta sorella, fece causa affermando:
Il 23 ottobre 2006, su sua richiesta, fu eseguita una sepoltura rituale nelle tombe Qing occidentali per la sorellastra Wan Rong.
Morì il 6 giugno 2007, all'età di 94 anni all'Ospedale di Pechino Chaoyang.